# Jonathan Steinhardt
Jonathan Steinhardt (* 2. Februar 1992 in Bad Neustadt) ist ein deutscher Filmproduzent. Er ist Mitbegründer der Filmproduktionsfirma The Worldrooms.

## Leben und Ausbildung
Er studierte Unternehmensgründung und -nachfolge sowie Film- und Fernsehproduktion.

## Karriere
Im Jahr 2014 gründete Steinhardt mit einem Partner die Filmproduktionsfirma The Worldrooms.  Die Firma entwickelt und produziert audiovisuelle Inhalte mit gesellschaftlichem Fokus, darunter TV-Serien, Kinodokumentarfilme, künstlerische Kurzfilme und Werbefilme.